# Jurançon
Jurançon – miejscowość i gmina we Francji, w regionie Nowa Akwitania, w departamencie Pireneje Atlantyckie.
Według danych na rok 1990 gminę zamieszkiwało 7538 osób, a gęstość zaludnienia wynosiła 401 osób/km² (wśród 2290 gmin Akwitanii Jurançon plasuje się na 47. miejscu pod względem liczby ludności, natomiast pod względem powierzchni na miejscu 582.).